# LAV-3裝甲車
LAV-3裝甲車（LAV III）為加拿大設計之八輪裝甲車，是史崔克裝甲車的前身。1991年加拿大意圖研發一種新裝甲車取代6、70年代的M113等舊車，是為MRCV專案，1992年定型本車稱為LAV-3，1999年服役。由瑞士MOWAG公司食人魚裝甲車衍生而來的LAV的改型，係由加拿大通用陸上系統公司生產。
2011年加拿大政府与通用动力公司地面系统加拿大分部签订了一份价值10.52亿美元合同，为LAV III地面战车集成综合升级组件。
LAV III地面战车升级项目将对550辆战车进行现代化升级，以增强其生存能力、机动性和火力，并将寿命周期延长至2035年。生存能力的升级包括引入双V型车体技术，附加装甲防护和减震座椅。这些改进将为乘员提供更高的防御地雷、简易爆炸装置及其他威胁的能力。升级工作将由通用动力公司设在加拿大安大略省伦敦市和亚伯达省艾埃德蒙顿市的工厂，以及该公司全国范围内400多个加拿大供应商开展，并预计于2017年完成。

## 使用國
- 加拿大 - 651輛
- 新西兰 - 105 輛 稱為NZLAV型
- 沙烏地阿拉伯 - 19輛

## 相關連結
- ZBL-09步兵戰車（中國）
- 96式裝甲運兵車（日本）

## 外部連結
- Canadian Army LAV III specifications
- https://web.archive.org/web/20061018102015/http://www.gdlscanada.com/pdf/LAVspec.pdf
- New Zealand Army NZLAV page
- Prime Portal - LAV III walk-around (1) （页面存档备份，存于）